# Speedway Grand Prix 2000
Speedway Grand Prix 2000 kördes över 6 omgångar. Mark Loram tog sin enda VM-titel.

## Delsegrare
| Datum        | Stad      | Vinnare          |
| ------------ | --------- | ---------------- |
| 6 maj        | Prag      | Billy Hamill     |
| 3 juni       | Linköping | Mark Loram       |
| 1 juli       | Wrocław   | Tony Rickardsson |
| 29 juli      | Coventry  | Martin Dugard    |
| 2 september  | Vojens    | Greg Hancock     |
| 23 september | Bydgoszcz | Billy Hamill     |

## Slutställning
| Plats | Förare           | Poäng |
| ----- | ---------------- | ----- |
| 1     | Mark Loram       | 102   |
| 2     | Billy Hamill     | 95    |
| 3     | Tony Rickardsson | 94    |
| 4     | Jason Crump      | 88    |
| 5     | Greg Hancock     | 76    |
| 6     | Leigh Adams      | 65    |
| 7     | Tomasz Gollob    | 64    |
| 8     | Todd Wiltshire   | 63    |
| 9     | Ryan Sullivan    | 62    |
| 10    | Chris Louis      | 60    |